# Ворт (Іллінойс)
Ворт (англ. Worth) — селище (англ. village) в США, в окрузі Кук штату Іллінойс. Населення — 10 970 осіб (2020).

## Географія
Ворт розташований за координатами 41°41′14″ пн. ш. 87°47′33″ зх. д. / 41.68722° пн. ш. 87.79250° зх. д. (41.687325, -87.792528).  За даними Бюро перепису населення США в 2010 році селище мало площу 6,17 км², з яких 6,14 км² — суходіл та 0,03 км² — водойми.

## Демографія
Згідно з переписом 2010 року, у селищі мешкало 10 789 осіб у 4304 домогосподарствах у складі 2726 родин. Густота населення становила 1749 осіб/км².  Було 4557 помешкань (739/км²).
Расовий склад населення:
| - 90,0 % — білих - 2,6 % — чорних або афроамериканців - 1,9 % — азіатів - 0,2 % — корінних американців - 3,4 % — осіб інших рас |

До двох чи більше рас належало 1,9 %. Частка іспаномовних становила 11,4 % від усіх жителів.
За віковим діапазоном населення розподілялося таким чином: 22,0 % — особи молодші 18 років, 65,9 % — особи у віці 18—64 років, 12,1 % — особи у віці 65 років та старші. Медіана віку мешканця становила 37,8 року. На 100 осіб жіночої статі у селищі припадало 99,1 чоловіків;  на 100 жінок у віці від 18 років та старших — 98,0 чоловіків також старших 18 років.
Середній дохід на одне домашнє господарство  становив 61 824 долари США (медіана — 55 702), а середній дохід на одну сім'ю — 70 051 долар (медіана — 62 008). Медіана доходів становила 47 420 доларів для чоловіків та 36 693 долари для жінок. За межею бідності перебувало 12,6 % осіб, у тому числі 18,8 % дітей у віці до 18 років та 7,1 % осіб у віці 65 років та старших.
Цивільне працевлаштоване населення становило 5346 осіб. Основні галузі зайнятості: освіта, охорона здоров'я та соціальна допомога — 17,5 %, роздрібна торгівля — 15,9 %, науковці, спеціалісти, менеджери — 12,7 %, транспорт — 11,0 %.